# Phacelia exilis
Phacelia exilis är en strävbladig växtart som först beskrevs av Samuel Frederick Gray, och fick sitt nu gällande namn av G.J. Lee. Phacelia exilis ingår i Faceliasläktet som ingår i familjen strävbladiga växter. Inga underarter finns listade i Catalogue of Life.